# The Moment's Energy
The Moment's Energy is een compositie met improvisatie van Evan Parker. De titel is ontleend aan het boek Father Reason van Rumi.
Parker componeert in de stijl van de elektroakoestische muziek en dat geeft problemen, ook in dit geval, waar deze muziek in te delen is. Er zitten elementen in van klassieke muziek (deel van het instrumentarium en theorie), jazz (met name freejazz) maar ook ambient (constant ondefinieerbaar geluid). Het stuk ontbeert ritme, maatvoering en melodie. Het klinkt als een compositie, die geheel uiteen is gevallen en iemand heeft die stukjes lukraak achter elkaar gelegd en opnieuw proberen uit te voeren; sampling. Daarbij neemt het aantal musici delen van Evan Parker Electro-Acoustic Ensemble de laatste jaren toe. Begonnen als een sextet is The Moment’s Energy een werk voor 14 musici / programmeurs. Het werk is gecomponeerd in opdracht van het Huddersfield Contemporary Music Festival, alwaar het stuk haar eerste uitvoering kreeg. Deze uitvoering was uniek, want het werk zal nooit meer op dezelfde wijze uitgevoerd kunnen worden

## Muziek
De muziek is over zeven naamloze delen verdeeld, die ook nog eens onder pauze achter elkaar doorgespeeld moeten worden. Slechts hier en daar is een generale pauze ingezet, maar die zit nou net niet bij de overgang van de delen. De muziek bestaat, als men wat afstand neemt, uit een enorme brij aan instrumentale klanken waarbij die op en neer lijken te golven. Luistert men dichter op de muziek (live of met koptelefoon) dan krijgt men een fijnmazig borduurwerk te horen, waarin geen passage dezelfde is. De diverse instrumenten zijn daarbij goed van elkaar te onderscheiden, doch de passages die ze afzonderlijk spelen zijn zo kort, dat het alweer weg is voordat je hebt kunnen focussen. De spanning wordt in het werk gehouden door verschillen in dynamiek en uitvoering. Passages met staccato en dus korte noten worden afgewisseld met legato en lange tonen, maar die twee staan soms in één fragment ook naast / tegenover elkaar. Het begin van The Moment’s Energy verklaart de titel; het is een bijna tien minuten lang stuk, waarbij de luisteraar (en musici) geen rust is gegund. Een zee van geluidsfragmenten overspoeld de luisteraar waarbij de muziek vooruit lijkt te razen. Hoe fragmentarisch de compositie ook is opgezet, de luisteraar weet meteen wanneer deel 2 begint. De storm is voorbij en breedvoerigheid is het motto; echter lang duurt de rust niet. Deel 2 gaat langzaam over naar de hoogste versnelling en de storm van deel 1 is weer terug. Pas aan het eind van deel 5 komt de relatieve rust terug. Het rustigste deel is het slotdeel 7, dat bestaat uit een palet van (relatief) langdurige dissonante klanken (drones uit de ambient) die het geluid een metalliek helder timbre en tijdloosheid geven.

## Instrumentatie
Zoals het genre heet, is ook het instrumentarium ingedeeld (de toegevoegde namen zijn van de opname):
- sopraansaxofoon: Evan Parker
- trompet, piccolotrompet: Peter Evans
- sho: Ko Ishikawa
- klarinet, basklarinet, shakuhachi: Ned Rothenberg
- viool live-electronics: Philipp Wachsmann
- piano en prepared piano: Agusti Fernandez
- contrabas: Barry Guy
- percussie, live-electronics: Paul Lytton
- ”signal processing instrument”: Laurence Casserley
- sample en signal processing: Joel Ryan
- computer processing : Walter Prati
- live-electronics: Richard Barrett en Paul Overmayer
- geluidsprojectie: Marco Vecchi

## Discografie
Het ensemble heeft The Moment's Energy in november 2007 opgenomen in het Lawrence Batley Theatre (plaats van première) in Huddersfield, waarbij er na afloop nog flink aan gewerkt moest worden in de mixage. De opnamen bestonden uit live-opnamen, maar ook uit delen van repetities van voor de eerste uitvoering. Het album verscheen 8 juni 2009 bij ECM Records 2066, geproduceerd door Steve Lake. Incandescent Clouds, ook van Parker, besluit die cd.

## Meningen
- Jazzreview vanuit jazz-standpunt
- All About Jazz idem
- The Guardian
- Sea of tranquility van standpunt progressieve rock
- ECM Records